# イザベラ・オブ・ヴァロワ
イザベラ・オブ・ヴァロワ（Isabella of Valois, 1389年11月9日 - 1409年9月13日）は、イングランド王リチャード2世の2番目の王妃。フランス王シャルル6世と王妃イザボー・ド・バヴィエールの次女で、フランス名はイザベル・ド・ヴァロワ（Isabelle de Valois）またはイザベル・ド・フランス（Isabelle de France）。ブルターニュ公ジャン5世妃ジャンヌ、ブルゴーニュ公フィリップ3世妃ミシェル、ギュイエンヌ公ルイ、トゥーレーヌ公ジャン、イングランド王ヘンリー5世妃カトリーヌ、フランス王シャルル7世の姉。

## 生涯
1396年、百年戦争でフランスとイングランドの休戦を結ぶ条件として、6歳のイザベラが最初の王妃アン・オブ・ボヘミアに先立たれたリチャード2世の王妃となる。しかし1399年、夫の従弟ヘンリー・ボリングブルック（後のヘンリー4世）がリチャード2世をロンドン塔に幽閉させると、イザベラもまたロンドン北西のソニングに幽閉され、夫に会うことを禁じられ、翌1400年の夫の死すらも知らされなかった。
1401年にヘンリー4世からフランスへの帰国を許されるが、当時は未亡人が故国へ戻る際に返還されるものであった持参金は返還されなかった。
1406年、従弟であるオルレアン公シャルル（フランス王ルイ12世の父）と再婚したが、1409年に一女ジャンヌ (en) を出産した際に死亡した。ジャンヌはアランソン公ジャン2世と結婚している。